# Thelyoxynops antennalis
Thelyoxynops antennalis là một loài ruồi trong họ Tachinidae.